# Proves de la descendència comuna

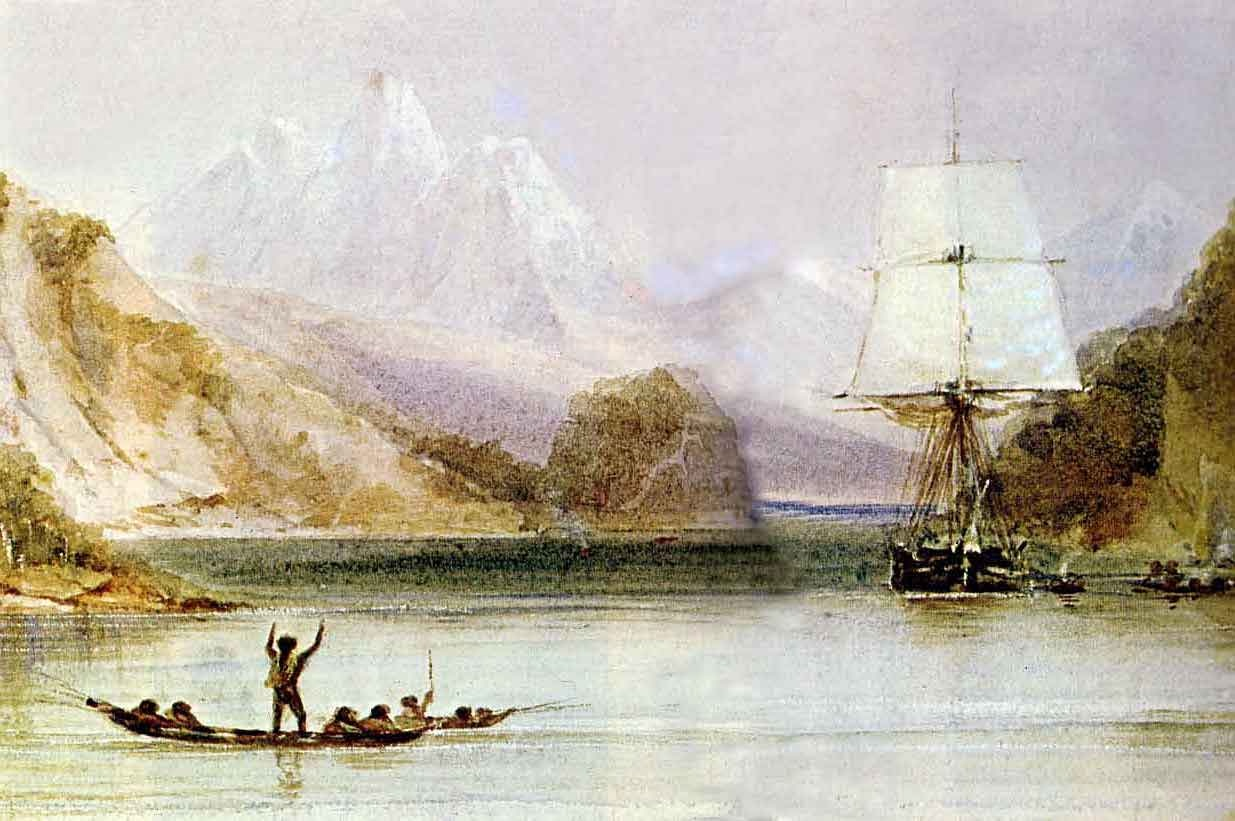
A bord de l'HMS Beagle, Charles Darwin recollí nombrosos exemplars, molts d'ells nous per la ciència, que posteriorment recolzaren la seva teoria d'evolució per selecció natural.

L'ampla varietat de proves de la descendència comuna dels éssers vius indica clarament l'existència de l'evolució i ofereix gran quantitat d'informació sobre els processos naturals pels quals s'ha desenvolupat la varietat de vida de la Terra. Això dona suport a la síntesi evolutiva moderna.
Els fòssils són importants a l'hora d'estimar en quin punt del temps es desenvoluparen diversos llinatges. Com que la fossilització és un esdeveniment rar, car sol necessitar parts corporals dures i que la mort tingui lloc en un indret on es dipositin sediments, el registre fòssil només proporciona una informació escassa i intermitent sobre l'evolució de la vida. Les restes d'organismes anteriors al desenvolupament de parts corporals dures com ara les closques, ossos i dents són especialment rares, però existeixen en forma de microfòssils molt antics, així com impressions de diversos organismes de cos tou.
La comparació de la seqüència genètica dels organismes ha revelat que els organismes que són filogenèticament més propers tenen un grau més alt de semblança seqüencial que els organismes filogenèticament llunyans. Altres proves de la descendència comuna venen de detrits genètics com ara pseudogens, regions d'ADN que són ortòlegs respecte a un gen en un organisme relacionat, però que ja no són actius i que semblen estar patint un procés constant de degeneració. Com que els processos metabòlics no deixen fòssils, la investigació de l'evolució dels processos cel·lulars bàsics es fa principalment mitjançant la comparació d'organismes existents. Molts llinatges divergiren en diferents punts del desenvolupament, de manera que és possible determinar quan aparegueren certs processos metabòlics mitjançant la comparació dels trets que tenen els descendents d'un avantpassat comú.